# چقا چوپان
چقا چوپان مربوط به دوران‌های تاریخی پس از اسلام است و در شهرستان دورود، دهستان ژان، سه راهی سانبدان به پیرآباد واقع شده و این اثر در تاریخ ۲۴ اسفند ۱۳۸۳ با شمارهٔ ثبت ۱۱۷۲۲ به‌عنوان یکی از آثار ملی ایران به ثبت رسیده است.